# Ponana fastosa
Ponana fastosa är en insektsart som beskrevs av Metcalf och Bruner 1949. Ponana fastosa ingår i släktet Ponana och familjen dvärgstritar. Inga underarter finns listade i Catalogue of Life.